# Halalaimus capitulatus
Halalaimus capitulatus is een rondwormensoort uit de familie van de Oxystominidae. De wetenschappelijke naam van de soort is voor het eerst geldig gepubliceerd in 1978 door Boucher.